# Župnija Novo mesto – Sveti Janez
Župnija Novo mesto – Sveti Janez je rimskokatoliška teritorialna župnija Dekanije Novo mesto Škofije Novo mesto.
Do 7. aprila 2006, ko je bila ustanovljena Škofija Novo mesto, je bila župnija del Nadškofije Ljubljana.

## Cerkvi
| #  | Slika                     | Cerkev                            | Naselje                      |
| -- | ------------------------- | --------------------------------- | ---------------------------- |
| 1. | Klikni za spremembo slike | Cerkev svetega Janeza Evangelista | Novo mesto (Dolenje Kamence) |
| 2. | Klikni za spremembo slike | Cerkev Svetega križa              | Gorenje Kamence              |